# Katoliška akcija
Katoliška akcija, krajše KA, je organizacija za sodelovanje laikov v apostolskem delu Cerkve. Ustanovil jo je 1922 papež Pij XI. z okrožnico Ubi arcano, nato pa jo razvijal z vrsto okrožnic, pisem in govorov. Njen namen je bil vzbujati pravo katoliško duhovnost in uveljavljati katoliška socialna načela, zato je veljal njen boj liberalizmu, sekularizmu in socializmu. Danes je dejavna predvsem v Italiji, Avstriji in Nemčiji.

## V Sloveniji
V Sloveniji jo je v Ljubljanski škofiji organiziral škof Anton Bonaventura Jeglič (1928), v lavantinski pa škof Andrej Karlin. V prvih letih ni bila samostojna organizacija, ampak le vzajemno sodelovanje že obstoječih verskih družb in katoliških društev, ki jih je vodil meddruštveni odbor; KA namreč po svojih pravilih iz 1929 ni bila organizacija, ampak gibanje. V pravilih KA je bilo tudi zapisano: "Katoliška akcija zaradi nadnaravne usmerjenosti dejansko izključuje politiko." Po 1931 je KA nastopala bolj ofenzivno, zlasti nekatere njene mladinske in izobraženske organizacije so začenjale odkrito politično delovati za uveljavitev papeške socialne enciklike Quadragesimo anno. KA je 1936 dobila v Sloveniji nova pravila. Z njimi je postala organizacija. KA je postala samostojna in elitna organizacija za krščansko prenovo življenja. Imela je osem posebnih organizacij: Zveza katoliških dijakov, Zveza mladih katoliških delavcev, Zveza mladih katoliških delavk, Zveza katoliških dijakinj, Zveza katoliških kmečkih mladcev, Zveza katoliških kmečkih mladenk, Zveza katoliških učiteljev. Vodil jo je Narodni odbor Katoliške akcije, v katerem so bili laiki (Jože Basaj, Ernest Tomec) in duhovniki (Alojzij Odar, Lambert Ehrlich). KA je v javnosti nastopala z ostro kritiko proti vsem levičarskim katoliškim organizacijam, ki so bile naklonjene socializmu. Med NOB so se nekateri njeni člani pridružili oboroženim protirevolucionarnim enotam.
Na južnem Koroškem je slovensko KA ob koncu dvajsetih let organiziral Rudolf Blüml. Slovenski katoliški delovni odbor KA je z vrsto podorganizacij na Koroškem dejaven tudi po drugi svetovni vojni.